# Cardiff City Football Club 2019-2020
Questa voce raccoglie le informazioni riguardanti il Cardiff City Football Club nelle competizioni ufficiali della stagione 2019-2020.

## Maglie e sponsor
| Casa | Trasferta | Terza divisa |

Sponsor ufficiale: Visit Malaysia
Fornitore tecnico: Adidas

## Rosa
Aggiornata all'11 luglio 2020.
| N. |                        | Ruolo | Calciatore               |
| -- | ---------------------- | ----- | ------------------------ |
| 1  | Filippine (bandiera)   | P     | Neil Etheridge           |
| 2  | Inghilterra (bandiera) | D     | Dion Sanderson           |
| 3  | Inghilterra (bandiera) | D     | Joe Bennett              |
| 4  | Inghilterra (bandiera) | D     | Sean Morrison (capitano) |
| 5  | Inghilterra (bandiera) | D     | Aden Flint               |
| 6  | Galles (bandiera)      | C     | Will Vaulks              |
| 7  | Curaçao (bandiera)     | C     | Leandro Bacuna           |
| 8  | Inghilterra (bandiera) | C     | Joe Ralls                |
| 9  | Germania (bandiera)    | A     | Robert Glatzel           |
| 10 | Inghilterra (bandiera) | A     | Isaac Vassell            |
| 11 | Inghilterra (bandiera) | C     | Josh Murphy              |
| 12 | Inghilterra (bandiera) | P     | Alex Smithies            |

| N. |                             | Ruolo | Calciatore             |
| -- | --------------------------- | ----- | ---------------------- |
| 13 | Scozia (bandiera)           | D     | Callum Paterson        |
| 15 | Inghilterra (bandiera)      | C     | Marlon Pack            |
| 16 | Inghilterra (bandiera)      | D     | Curtis Nelson          |
| 17 | Inghilterra (bandiera)      | A     | Lee Tomlin             |
| 18 | Irlanda (bandiera)          | D     | Greg Cunningham        |
| 19 | Inghilterra (bandiera)      | C     | Nathaniel Mendez-Laing |
| 20 | Irlanda del Nord (bandiera) | C     | Gavin Whyte            |
| 22 | Costa d'Avorio (bandiera)   | D     | Souleymane Bamba       |
| 23 | Inghilterra (bandiera)      | A     | Danny Ward             |
| 24 | Australia (bandiera)        | D     | Brad Smith             |
| 33 | Canada (bandiera)           | C     | David Hoilett          |
| 39 | Irlanda (bandiera)          | D     | Joel Bagan             |